# Josef Pleticha
Josef Pleticha (Kladno, 10 febbraio 1902 – 6 gennaio 1951) è stato un calciatore cecoslovacco, di ruolo centrocampista.

## Carriera

### Nazionale
Debutta il 25 maggio 1924 ai giochi olimpici di Parigi contro la Turchia (2-5). Gioca tre incontri da capitano: il primo è datato 5 maggio 1929, contro la Svizzera (1-4).

## Palmarès

### Club

#### Competizioni nazionali
- Campionato cecoslovacco: 4

Slavia Praga: 1925, 1928-1929, 1929-1930, 1930-1931